# Comunión y Liberación

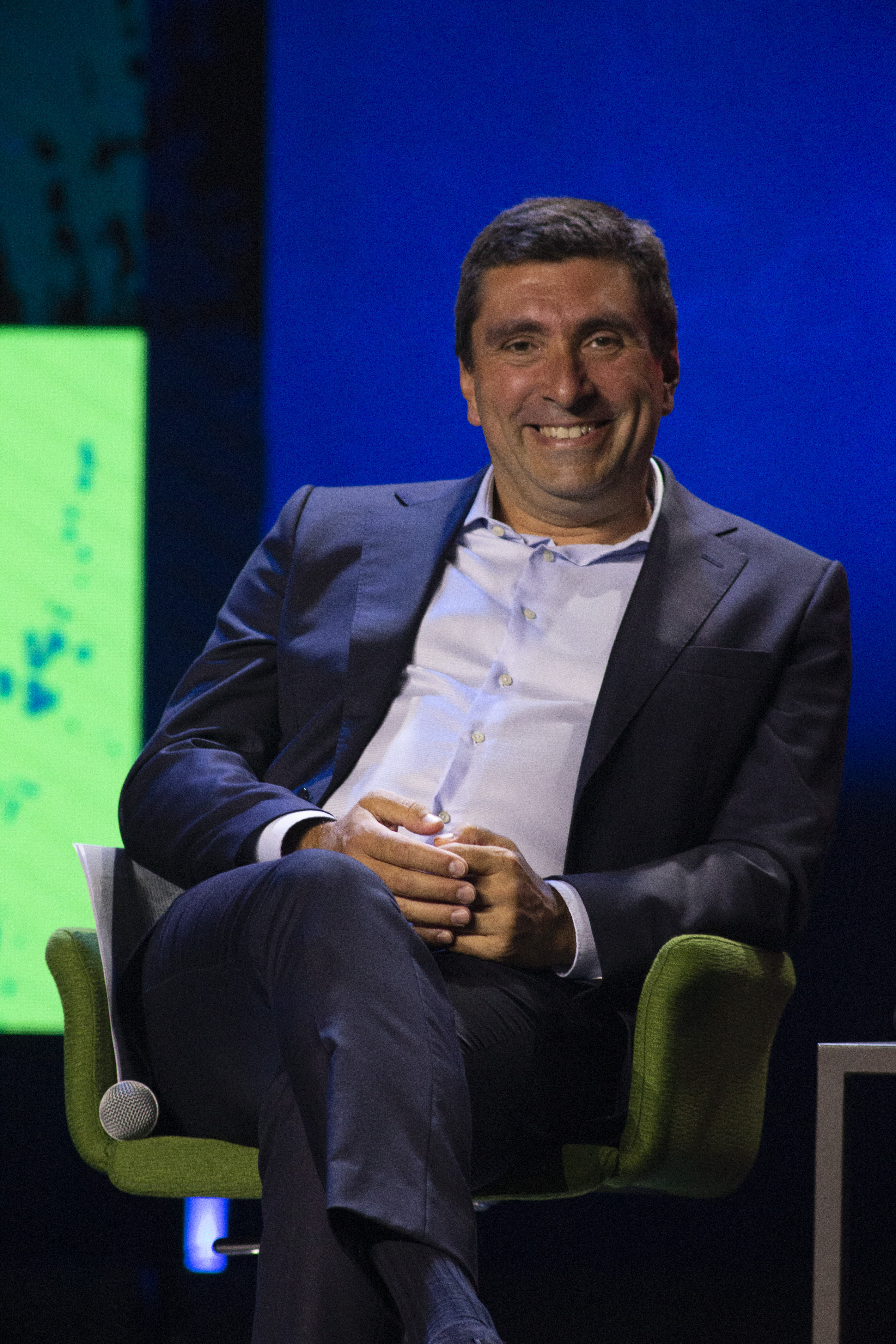
Davide Prosperi, laico y profesor de bioquímica, presidente general de la Fraternidad de Comunión y Liberación desde 2021.

Comunión y Liberación es un movimiento eclesial creado por el sacerdote católico y teólogo Luigi Giussani en Italia el año 1954. Tiene como objetivo fomentar la educación cristiana madura de sus seguidores, al mismo tiempo que colabora con la misión de la iglesia católica en todos los ámbitos de la sociedad contemporánea. 
Según su página web el movimiento se define como: 

Un movimiento eclesial cuya finalidad es la educación cristiana madura de sus propios seguidores y la colaboración con la misión de la Iglesia en todos los ámbitos de la sociedad contemporánea.

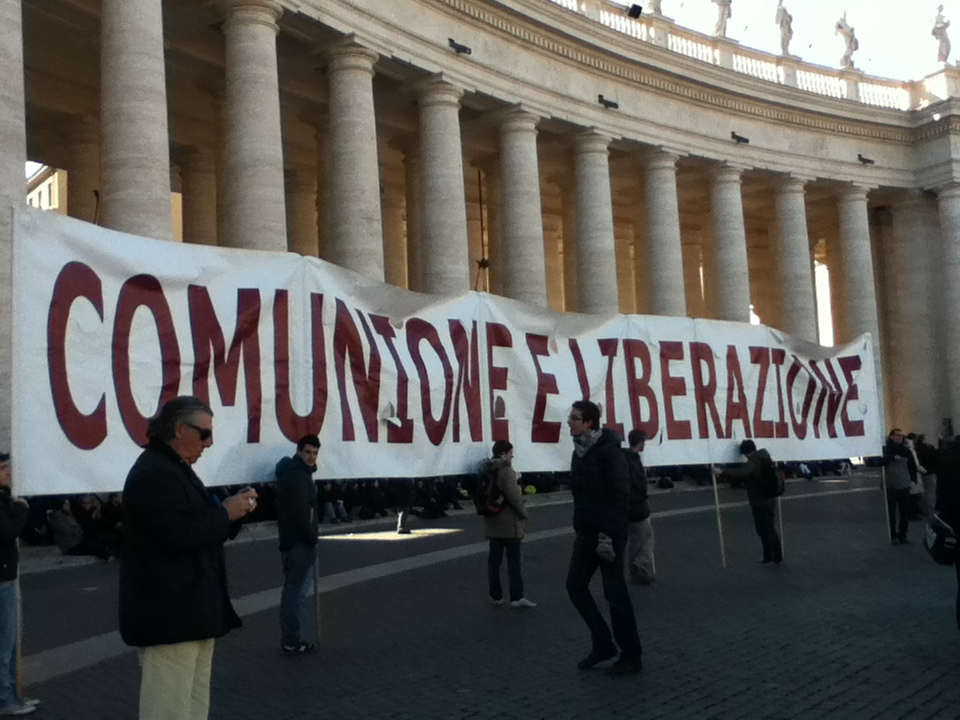
Pancarta de Comunión y Liberación en la Plaza de San Pedro, Roma

Luigi Giussani escribió a Juan Pablo II en el año 2004 para decirle que no pretendió "fundar" un movimiento, sino que el carisma de Comunicación y Liberación nació de la urgencia por manifestar y proclamar la necesidad de retornar a los rasgos esenciales del acontecimiento cristiano. Véase, a la pasión por Cristo en cuanto tal, en sus rasgos únicos en la historia de la humanidad.

## Historia

### Orígenes
Luigi Giussani fue ordenado sacerdote en 1945 por el beato Schuster. Abandonó su carrera académica para dedicarse a la formación de los estudiantes en el Liceo Berchet de Milán, institución pública. En 1964 obtuvo la cátedra de Introducción a la Teología de la Universidad Católica de Milán. Durante ese periodo de tiempo, comienza a orientar un grupo de estudiantes secundarios y universitarios hacia lo que después se convertiría en la matriz del movimiento Comunión y Liberación, el grupo Gioventù Studentesca. 
Su propuesta se dirige a la razón y a la libertad, especialmente acompañada por la introducción e invitación al descubrimiento de la belleza –poesía, naturaleza y música– para poder despertar los anhelos y deseos más hondos del corazón humano, así como las fundamentales exigencias que lo constituyen.

#### Influencia de los movimientos sociales del 68
Los diferentes movimientos sociales de 1968 pusieron a prueba tanto a Giussani como al grupo Gioventù Studentesca. Como reacción a las ideologías anticristianas, particularmente en el mundo educativo universitario, nace el movimiento Comunión y Liberación en los años 70, en Milán, con apoyo ocasional de la Madre Teresa de Calcuta.

### Un método para juzgar
Luigi Giussani afirma que su método educativo no consiste en convencer a sus alumnos para que acepten sus ideas o su visión del mundo, sino en enseñarles un método verdadero que les permita analizar, juzgar y comprender qué es el cristianismo. Su idea de cristianismo parte de la experiencia eclesial: más de dos mil años de camino.
La finalidad de su camino pedagógico es mostrar la necesidad de una vida de fe, un encuentro cristiano, para poder responder a las exigencias de la vida. El empleo de este método caracterizó, desde los inicios, su tarea educativa: por la educación familiar y la formación en el Seminario de Venegono. Por propia reflexión, cayó en la cuenta de que una fe alejada de la vida, una fe en paralelo e incapaz de ser encontrada, sería inútil para satisfacer las exigencias elementales de la existencia. Una fe falaz no resiste los desafíos del mundo.
Así, la pertinencia y necesidad de la fe pasa por demostrar la unión y armonía de fe y razón, es decir, la racionalidad de la fe. La fe sostiene los principios arquitectónicos de la fe y la exalta, pues se adecúa y corresponde a los deseos estructurales de todo hombre.

### El método educativo: los factores
El estilo pedagógico de Luigi Giussani comprende cinco características:
- La fe nace en un encuentro, es un acontecimiento: El Movimiento pertenece a una experiencia eclesial trasmitida a lo largo de las generaciones y los siglos, la fe transmitida por la Iglesia católica. El encuentro con el acontecimiento de la fe, genera una experiencia y una correspondencia con lo humano.

- La fidelidad a la tradición: La educación exige reproponer adecuadamente la historia. Sin conocer el propio pasado, los jóvenes carecen de un punto de referencia con el que poder comprender su propio camino.

- La necesidad de una autoridad: Solamente se puede contemplar la posibilidad de reproponer a los jóvenes la historia, si se les plantea desde dentro de un presente real y auténtico, que desarrolle y muestre su correspondencia con las necesidades últimas del alma humana. Este es el deber propio de la autoridad, de cristianos que viven y proponen conscientemente la tradición al subrayar su sentido, así como las razones necesarias para comprender su adecuación.

- Una educación que haga florecer el planteamiento crítico y el trabajo de discernimiento personal: Toda propuesta necesita ser discernida, vivida y, luego, verificada personalmente, es decir, planteada a la luz de las exigencias elementales y evidencias. Solo de esta manera, en el impacto con la propia vida y el mundo entero, podemos no caer en la alienación o vivir sometidos a la homogeneización de una cultura totalitaria.

- El ejercicio de la libertad personal es un "riesgo": la confrontación con la realidad del siglo XXI expone al joven al riesgo de decisiones y opciones distintas de las del educador. Este riesgo es inevitable y, a la vez, necesario para que el joven arraigue en la experiencia cristiana, madure humanamente y la libertad actúe, realmente.

### Por todo el mundo
Alrededor de Luigi Giussani se congrega una comunidad de jóvenes, "Gioventù Studentesca". El nombre actual del movimiento, Comunión y Liberación (CL), surge por vez primera el año 1969. Dicho nombre presenta la creencia de que la vida cristiana, vivida como un acontecimiento comunional, es la raíz de la verdadera liberación humana. A lo largo de los años 70, Comunión y Liberación se expande en múltiples universidades, colegios, institutos, así como entre laicos trabajadores, sobre todo en Italia, aunque no faltan miembros de CL en otros países, a partir de la histórica “misión” de los primeros jóvenes de Gioventù Studentesca en Brasil, que inició en los años 60.
En los años 80 y 90, Juan Pablo II invitó a CL a llevar «Id por todo el mundo para llevar la verdad, la belleza y la paz que se encuentran en Cristo Redentor». Tras esta invitación, se fundan numerosas comunidades, desde Kazajistán a EEUU, Uganda a Irlanda. En la actualidad, Comunión y Liberación vive presente en más de 90 países, por los cinco continentes.
Luigi Giussani fallece el año 2005. Desde ese año y hasta 2021, y por sugerencia del mismo fundador, le sucedió en el cargo don Julián Carrón. Julián Carrón dimitó el 2021 y, desde el 27 de noviembre de ese mismo año, Davide Prosperi ejerce como Presidente de la Fraternidad de Comunión y Liberación.

### La catequesis comunitaria: la escuela de comunidad
La catequesis es el instrumento educativo esencial de CL. Se propone a los miembros del Movimiento la "Escuela de comunidad", una reunión de periodicidad semanal guiada por la lectura de textos y reflexión personal previa a dicha catequesis. La reunión es comunitaria, en grupos de mayor o menor cantidad de personas, y se realiza en lugares públicos o en domicilios.
La reflexión personal a través de las lecturas de textos del propio fundador, presidente o del Santo Padre consiste en la comparación entre las palabras evangélicas y la propia existencia, para verificar constantemente –a la luz del propio camino– la verdad y autenticidad que dicho acontecimiento cristiano tiene para responder a los planteamientos que la vida suscita en cualquier ámbito familiar, educativo, laboral, espiritual.
Durante los años que comprenden desde el 2009 al 2021, todos los grupos de escuela de comunidad tuvieron la oportunidad de seguir en línea la Escuela de comunidad de Julián Carrón, con periodicidad mensual. Tanto los apuntes de dichas charlas como la posibilidad de seguir de cerca estas catequesis, representaron una ocasión de redescubrir el método de este camino de educación y su pertinencia.

### Pilares
Comunión y Liberación es un movimiento eclesial cuya propuesta humana y espiritual parte del trabajo personal y comunitario en la Escuela de comunidad. Además, esta catequesis se complementa con diferentes propuestas e ideas orientadas a la madurez comunitaria y personal: el Magisterio papal, la oración comunitaria y personal, el rezo de la Liturgia de las horas, la lectura bíblica, los ejercicios espirituales anuales, el canto popular y polifónico, las peregrinaciones y el Vía crucis durante la Cuaresma, el apostolado -llamado "acción caritativa"- el cultivo y estudio del arte, los “manifiestos” de Navidad y Pascua, el fondo común o diezmo, las vacaciones en comunidad, entre otros.
En este sentido, es fundamental subrayar la participación siempre libre a todo gesto: «he apostado todo por la libertad», afirmó Luigi Giussani. No está prevista ninguna adhesión de carácter formal. La estructura jerárquica del Movimiento es un reflejo de esta noción: es sencilla y orgánica. Cada grupo de Escuela de comunidad nace de forma libre, tanto territorialmente como parroquialmente, de la misma manera que existe la “Diaconía” (noción del cristianismo primitivo, que significa "servicio"), compuestas por diferentes miembros comprometidos al servicio de las comunidades locales, de forma libre y gratuita. 
Periódicamente se llevan a cabo “asambleas de responsables” en los respectivos continentes y una reunión internacional anual. Actualmente la página web internacional está en cinco lenguas; también hay numerosas versiones nacionales (en España tanto en español como en catalán). Huellas (Tracce) es la revista oficial de Comunión y Liberación, publicada tanto en versión impresa como digital, en distintos idiomas y formatos: es el instrumento mensual que narra y describe la vida de CL y su existencia en el mundo entero.

### La vocación
Para la historia de CL es fundamental la Fraternidad de Comunión y Liberación, aprobada y reconocida por la Santa Sede en 1982 como asociación de fieles en la que sus miembros se comprometen a vivir la fe en tanto que llamada a la santidad, según el carisma y método planteado por su fundador, Giussani. La Fraternidad, prevé una inscripción formal y la adhesión a sus estatutos, y este es el camino en que cada persona mayor de edad afirma su responsabilidad personal y compromiso en la vida del movimiento eclesial. Actualmente la Fraternidad cuenta con alrededor de más de sesenta mil miembros repartidos en todo el mundo.

### La contribución al bien común
Existen iniciativas sociales nacidas entre miembros del Movimiento, como es el caso del Meeting de Rímini y el Banco de Alimentos.
Sin embargo, es también necesario tener claro que las así llamadas “obras de CL”, son, en el fondo, iniciativas que desempeñan “algunos miembros de Comunión y Liberación”. ¿Qué significa esto? Significa que la única finalidad de CL es el testimonio cristiano del sentido del acontecimiento pascual, en tanto que este responde y satisface plenamente, y de una forma verdadera, a la necesidad de todo hombre. Por este motivo, toda la persona formada seriamente en la fe se ve impulsada a vivir su responsabilidad social y compromiso en el ámbito civil.
Este es el origen de muchas iniciativas que, en ocasiones, han adquirido dimensiones muy relevantes, como muestran los más de cien mil voluntarios que cada año participan en la “Recogida de alimentos” o la famosa feria internacional, el Meeting de Rímini, cuyo modelo ha sido replicado en varios países donde existe el movimiento, en instancias como "Encuentro Madrid" y "New York Encounter", entre otras.